# Tanychorella dubia
Tanychorella dubia là một loài tò vò trong họ Ichneumonidae.